# Emil Kutijaro
Emil Kutijaro (Herceg-Novi, 17. svibnja 1906. – Zadar, 9. rujna 1979.) je hrvatski filmski, kazališni i televizijski glumac.
Osnovao je Društvo dramskih umjetnika Narodne Republike Hrvatske zajedno sa skupinom istaknutih imena hrvatskog glumišta: August Cilić, Mato Grković, Božena Kraljeva, Jozo Petričić, Ljudevit Galic, Bela Krleža te mnogim drugim.

## Filmografija
Televizijski filmovi:
- Allegro con brio, 1973.
- Rođendan male mire, 1972.
- U mreži, 1972.
- Ljubav, 1968.
- Negdje na kraju, 1968.
- Karneval, 1968.
- Ja sam ubio Baltazara, 1968.
- Ladanjska sekta, 1967.
- Sjećanje, 1967.
- Banket, 1965.
- San, 1965.
- Plemićko gnijezdo, 1965.
- Čuvaj se senjske ruke, 1964.
- Gogoljeva smrt, 1964.
- Slijepi kolosijek, 1964.
- Sumrak, 1963.
- Bezimena, 1963.
- Posljednji vitezovi, 1963.
- Krokodil, 1960.
- Susedi kao  Barun, 1959.

Televizijske serije:
- Naše malo misto kao kapetan Galileo, 1970. – 1971.
- Pod novim krovovima, 1969.
- Kad je mač krojio pravdu, 1967.

Filmovi:
- Putovanje na mjesto nesreće kao Jelenin otac Viktor, 1971.
- Winnetou i njegov prijatelj Old Firehand, 1966.
- Pustolov pred vratima kao Smrt #1, 1961.
- Austerlitz, 1960.
- U mreži, 1956.
- "Bakonja fra Brne" kao Rkalina, 1951.
- Živjeće ovaj narod, 1947.